# Parelhas
Parelhas là một đô thị thuộc bang Rio Grande do Norte, Brasil. Đô thị này có diện tích 513,052 km², dân số năm 2007 là 20608 người, mật độ 40,2 người/km².